# Ekbatanstadion
Het Ekbatanstadion of Rah Ahanstadion (Perzisch: استاديوم راه آهن) is een multifunctioneel stadion in Teheran, een stad in Iran. Het stadion heette vroeger Apadanastadion.
Het stadion wordt vooral gebruikt voor voetbalwedstrijden, de voetbalclub Rah Ahan FC maakt gebruik van dit stadion. In het stadion is plaats voor 15.000 toeschouwers. Het stadion werd geopend in 1973.
In 2012 werd van dit stadion gebruikgemaakt voor het Aziatisch kampioenschap voetbal onder 16, dat van 21 september tot en met 6 oktober 2012 in Iran werd gespeeld. Eerder werd dit stadion al gebruikt voor een ander internationaal toernooi, in 1974 werden hier voetbalwedstrijden gespeeld op de Aziatische Spelen.